# Xanthocnemis sinclairi
Xanthocnemis sinclairi är en trollsländeart som beskrevs av Rowe 1987. Xanthocnemis sinclairi ingår i släktet Xanthocnemis och familjen dammflicksländor. Inga underarter finns listade i Catalogue of Life.